# George Brown (Missionar)

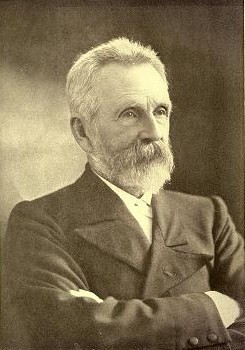
George Brown

George Brown (* 7. Dezember 1835 in Barnard Castle, England; † 7. April 1917 in Sydney, Australien) war ein englischer methodistischer Missionar und Ethnograph, der als „Pazifik-Missionar“ galt.

## Leben und Wirken
George Brown, Sohn eines Barristers und der Tochter eines Missionars, wurde in Barnard Castle bei Durham geboren. Als Jugendlicher rebellierte er gegen die von seiner Mutter geforderte Disziplin. Er heuerte auf See an, gelangte zunächst ins Mittelmeer, dann nach Kanada. Auf seiner Rückreise verbrachte er kurze Zeit in England und wanderte 1855 nach Neuseeland aus, wo er in Auckland landete und im dortigen Vorort Onehunga von einem Onkel und einer Tante freundlich empfangen wurde. 1859 entschloss er sich, als Missionar auf Fidschi zu wirken. 1860 heiratete er die Pfarrerstochter Sarah Lydia Wallis, erhielt an einer Methodistenkonferenz in Sydney die Ordination und begab sich mit seiner Frau nach Samoa, wo er die dortige Sprache erlernte und bis 1874 hauptsächlich in Satupaʻitea auf der Insel Savaiʻi lebte. Auf der Nachbarinsel Upolu gehörte er zu den Begründern des Piula Theological College. Brown war eine Schlüsselfigur in den Anfängen der Ausbildung von Samoanern für den geistlichen Dienst.
Der Pionier, Missionar und Forscher ist Verfasser einer Autobiographie (1908) mit einem Bericht über achtundvierzig Jahre Aufenthalt und Reisen in Samoa, Neu-Britannien, Neu-Irland, Neuguinea und auf den Salomon-Inseln und der Verfasser eines ethnographischen Klassikers über die Melanesier und Polynesier (1910), des Werkes Melanesians and Polynesians: their life histories described and compared  (Melanesier und Polynesier: Beschreibung und Vergleich ihrer Lebensgeschichten).

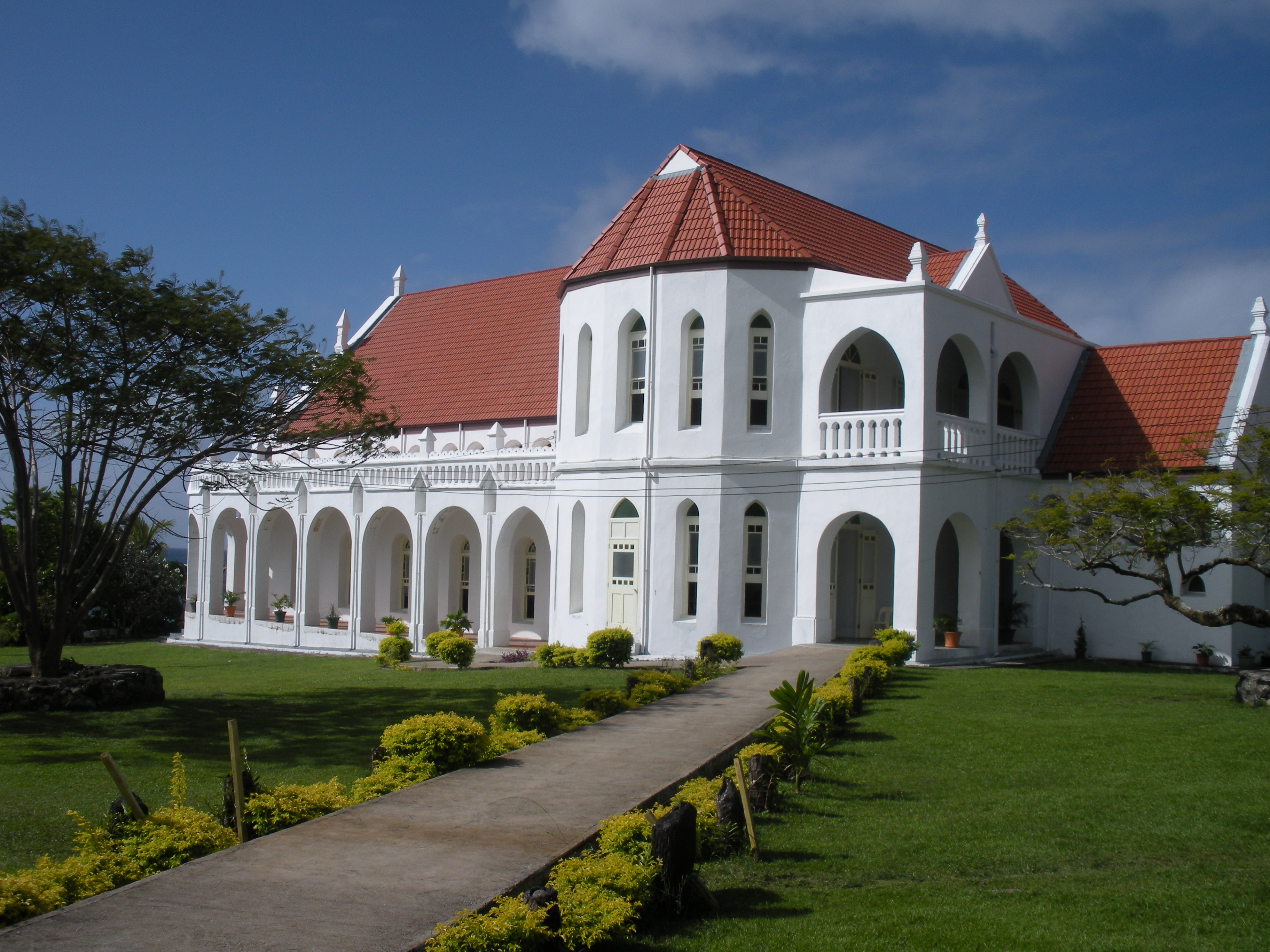
Piula Theological College in Samoa

Brown begann in Samoa mit der Niederschrift seiner Tagebuchaufzeichnungen, in denen er seine Erfahrungen als Missionar im Pazifik festhielt. Ein Angebot seines Freundes Robert Louis Stevenson, seine Biographie zu verfassen, schlug er aus. Er starb 1917 in Gordon, einem Stadtteil von Sydney.

## Schriften
- Melanesians and Polynesians: their life histories described and compared. London: Macmillan, 1910. First edition. Digitalisat
- George Brown, D.D. Pioneer-Missionary and Explorer. An Autobiography. A Narrative of forty-eight years` residence and travel in Samoa, New Britain, New Ireland, New Guinea, and the Salomon Islands. London/Hodder and Stoughton, 1908. Digitalisat